# قائمة الانطلاقات الصاروخية لمشروع آريان
شارك مشروع آريان بأطلاق قرابة ال231 صاروخ منذ عام 1979، نجح منها 220 أطلاق مما يعني نسبة النجاح لمشروع أريان تساوي 95.2%.
أستطاع أريان 5 بين عامي 2003 و2016 تنفيذ 73 بعثة إلى الفضاء دون أي أخفاق.
قوائم الانطلاقات الصاروخية لمشروع أريان وفقا للعام:
- قائمة الانطلاقات الصاروخية لمشروع أريان ما بين (1979–1989)
- قائمة الانطلاقات الصاروخية لمشروع أريان ما بين (1990–1999)
- قائمة الانطلاقات الصاروخية لمشروع أريان ما بين (2000–2009)
- قائمة الانطلاقات الصاروخية لمشروع أريان ما بين (2010–2019)

- الفشل
- الفشل الجزئي
- النجاح
- موعد الأطلاق

أخر تحديث للأحصائيات اعتبارًا من 17 سبتمبر 2016.